# Terenzio Gargiulo
Terenzio Gargiulo (Torre Annunziata, 25 settembre 1903 – San Sebastiano al Vesuvio, 13 novembre 1972) è stato un musicista e compositore italiano.

## Biografia
Studiò presso il Conservatorio di San Pietro a Majella di Napoli conseguendo il diploma in Pianoforte sotto la guida di Florestano Rossomandi e in composizione con i Maestri Antonio Savasta e Camillo De Nardis. Cominciò precocemente l'attività concertistica, e dal 1928 anche quella didattica, insegnando pianoforte al liceo musicale di Bari, e in seguito al Conservatorio di Parma, al Conservatorio di Palermo e al Conservatorio di Napoli. Fu direttore del Conservatorio di Reggio Calabria, dal 1959 al 1961 fu direttore al Conservatorio di Palermo e dal 1962 direttore del Conservatorio di Napoli. Agli esordi da compositore subì gli influssi delle melodie degli anni trenta, mentre negli anni del dopoguerra adottò la tecnica della musica seriale restando comunque fedele alla tradizione musicale italiana. La sua vasta produzione comprende musiche sinfoniche, da camera, vocali, per strumenti vari e per il teatro. Il Conservatorio di Napoli gli ha intitolato il prestigioso Premio per Compositori.

## Opere
- Quintetto per 2 violini, viola, violoncello e pianoforte 1931
- Concerto per pianoforte e orchestra 1939
- Georgicon 1941
- Il borghese gentiluomo 1947 andato in scena al Teatro di San Carlo di Napoli
- Maria Antonietta 1952 nel Teatro di San Carlo di Napoli con Elisabetta Barbato ed Anselmo Colzani diretta da Nino Sanzogno
- Fantasia romantica 1952
- Concertino 1956 per oboe ed archi, in cui adottò la tecnica della Dodecafonia
- Prima sinfonia 1956
- Seconda sinfonia 1956
- Sinfonia breve 1959
- Serenata n. 1 1961 per clarinetto, pianoforte, percussioni e archi
- Serenata n. 2 1961 per due oboi, due corni e archi

### Musica per orchestra
Nel 1966 scrisse la sua ultima importante composizione, commissionatagli dalla Rai:
- Suite per orchestra articolata in tre movimenti:
  - Sinfonia eseguita da ottoni, archi e legni
  - Ditirambo eseguita dal clarinetto
  - Marcia eseguita dalla tromba solista

### Musica da camera
- Sonata per violino e pianoforte
- Improvviso per violoncello e pianoforte
- 2 Vocalizzi per voce e pianoforte

### Musica per pianoforte
- Toccata
- Bagatelle pastorali
- Momento musicale
- Canzonetta
- Preludio
- Adagio e fuga
- Walzer per due pianoforti

### Musica per organo
- Pavana

### Revisioni
- Concerto in MI bemolle maggiore per oboe ed archi di Vincenzo Bellini 1951
- Le nozze per puntiglio di Valentino Fioravanti 1963
- Lo sposo senza moglie di Domenico Cimarosa 1965
- Maria Antonietta 1965
- Il dottorato di Pulcinella di Giuseppe Farinelli

## Premi
- V Rassegna nazionale di musica contemporanea 1939
- Concorso nazionale Terre d'oltremare 1941
- Premio Giuseppe Martucci 1956[2]